# Pogonatum brachyphyllum
Pogonatum brachyphyllum là một loài Rêu trong họ Polytrichaceae. Loài này được (Michx.) P. Beauv. miêu tả khoa học đầu tiên năm 1805.